# HD 191104
HD 191104，又名BD+08 4344，SAO 125478、HR 7693，是一颗恒星，视星等为6.43，位于銀經50.35，銀緯-12.29，其B1900.0坐标为赤經20h 3m 1.2s，赤緯+9° -12.29′ 33″。